# Yandere Simulator
Yandere Simulator là một trò chơi video hành động lén lút được phát triển bởi YandereDev. Trò chơi nói về một nữ sinh say mê ám ảnh tình yêu tên là Ayano Aishi, còn được gọi là "Yandere-chan" theo thuật ngữ "Yandere" trong tiếng Nhật, cô sẽ tự mình loại bỏ bất cứ ai mà cô nghĩ là đang độc chiếm sự chú ý của Senpai - người mà cô ấy thầm thương trộm nhớ. Trong suốt mười tuần, Ayano sẽ loại bỏ mười đối thủ khác nhau để đảm bảo rằng người cô yêu, Senpai, sẽ không phải lòng các cô gái khác.

## Câu chuyện và lối chơi

Hình trên là Yandere-chan trong trạng thái bình thường. Hình dưới là Yandere-chan vừa mới thực hiên một (hoặc nhiều) vụ giết người.

Người chơi điều khiển Ayano Aishi  (biệt danh là Yandere - chan), một nữ sinh trung học Nhật Bản thờ ơ, phải lòng một học sinh nam cùng trường tên là Taro Yamada, có biệt danh là "Senpai". Trong suốt mười tuần trong trò chơi, mười  học sinh nữ khác nhau cũng cố gắng tiếp cận với Senpai và Ayano phải ngăn chặn việc đó.
Do cô là một Yandere, nên người chơi có thể loại bỏ đối thủ bằng nhiều cách khác nhau, từ ôn hòa đến bạo lực, trong đó có mai mối, kết bạn, lợi dụng sự phản bội, nói xấu, đuổi học, bắt cóc, bị điện giật, nghiền đứt đầu, đầu độc, dìm chết đuối, đốt, giết người, làm giả tự tử, xúi giục tự tử, giết người và tự sát sau khi bị tra tấn, và nhiều phương pháp khác, cũng như các phương pháp loại bỏ đơn giản sử dụng vũ khí nằm rải rác trong suốt trò chơi, chẳng hạn như một con dao nhà bếp, máy cưa tròn, một cây gậy bóng chày, và kiếm katana. Trong suốt trò chơi, Ayano có thể nhận được viện trợ từ một hacker tự gọi mình là "Info - chan", có thể cung cấp cho cô vũ khí, kế hoạch, vật phẩm và các ưu đãi khác để đổi lấy những bức ảnh chụp quần lót, thông tin và tài liệu tống tiền.
Ayano cũng phải tránh bị nhìn thấy trong khi thực hiện hoạt động tội phạm hoặc bị phạt, nếu không cô sẽ bị mất uy tín mà việc đó sẽ gây khó khăn hơn cho cô, có thể làm trò chơi khó hơn, làm giảm bớt sự tỉnh táo và gây cản trở khả năng cẩn thận trong quá trình thực hiện tội ác, trò chơi sẽ kết thúc nếu bị Senpai bắt vì hành động đáng ngờ, bị bắt quả tang, hoặc bị học sinh và giáo viên bắt giữ. Khi Ayano giết người mà bị một hoặc một nhóm học sinh phát hiện mà không có bằng chứng để buộc tội, cô có thể bị kì thị, điều này làm thay đổi hành vi của Ayano. Cô sẽ trở nên đáng ngờ hơn, làm các học sinh khác lo lắng, sợ hãi và tìm cách bảo vệ bản thân như khóa tủ khóa của họ, khiến cho Ayano khó hành động được như mình muốn hơn. Trong thời gian này, cô có thể tham gia các câu lạc bộ của trường và tham dự các lớp học để nhận thêm các khả năng như dễ dàng lấy vũ khí, tăng khả năng để tránh sự nghi ngờ hoặc dễ dàng tiếp cận các vật phẩm khác.
Nhà phát triển định nghĩa trạng thái hiện tại của Yandere Simulator là "bản dựng hộp cát gỡ lỗi có thể chơi được". Điều này có nghĩa là không phải tất cả các tính năng hiện đang được thực hiện. Trò chơi cuối cùng sẽ có sáu chế độ: Cốt truyện (trò chơi cơ bản); Chế độ thập niên 1980 (một phần tiền truyện của trò chơi cơ bản); Chế độ vô tận (một phiên bản không bao giờ kết thúc của trò chơi cơ bản); Chế độ tùy chỉnh (một phiên bản tùy biến của trò chơi cơ bản); Chế độ Pose (trong đó người chơi có thể đặt ra các nhân vật yêu thích của họ) và Chế độ nhiệm vụ (trong đó Ayano có nghĩa vụ phải hoàn thành các nhiệm vụ do Info - chan đưa ra.

## Phát triển
YandereDev là một ứng cử viên sáng giá của Alex, một nhà phát triển trò chơi độc lập ở California - người đã làm việc tại một công ty trò chơi video trong ba năm, sau đó rời đi để theo đuổi sự nghiệp là một nhà phát triển trò chơi độc lập và lập trình viên tự do. Vào tháng 4 năm 2014, YandereDev đã đưa ra ý tưởng cho Yandere Simulator trên 4chan. Ở Nơi đó, ý tưởng về Yandere Simulator đã nhận được khá nhiều phản hồi tích cực, nên anh đã quyết định bắt đầu phát triển nó. Đây là một trò chơi lén lút xã hội mượn các yếu tố từ loạt trò chơi điện tử Hitman, nhưng cũng chứa lối chơi "mô phỏng trường học" và các yếu tố khác tìm cách làm cho nó khá khác biệt. Nhà phát triển cũng đã trích dẫn ảnh hưởng từ loạt trò chơi Lucious, Hitman. 
Việc phát triển cho Yandere Simulator bắt đầu vào năm 2014, với việc YandereDev phát hành các bản dựng thử nghiệm của trò chơi cho mục đích gỡ lỗi. YandereDev thường xuyên phát hành các bản cập nhật bổ sung các yếu tố cho trò chơi, chẳng hạn như khả năng đầu độc, điện giật và dìm chết đối thủ, kết bạn với các nữ sinh khác, các trò chơi nhỏ, thị trấn thương mại, v.v...
Vào ngày 1 tháng 3 năm 2017, YandereDev tuyên bố hợp tác với tinyBuild sẽ giúp anh ta làm mới và quảng bá trò chơi. Thông qua thỏa thuận chung, quan hệ đối tác bị phá vỡ một lần nữa vào tháng 12 năm đó.